# Kellands Pond
Der Kellands Pond ist ein See im Waitaki District der Region Canterbury auf der Südinsel von Neuseeland.

## Namensherkunft
Der See wurde nach dem Besitzer der Glenbrook Station benannt und ist ähnlich dem angrenzenden Wairepo Arm durch Wasserbauwirtschaft entstanden.

## Geographie
Der Kellands Pond befindet sich westlich des Wairepo Arm. Zwischen den beiden Gewässern verläuft der New Zealand State Highway 8 von Südsüdwesten kommend nach Norden, östlich an Twizel vorbei. Rund 900 m nördlich ist der Lake Ruataniwha zu finden. Der See besitzt eine Größe von rund 20,4 Hektar und hat einen Seeumfang von rund 3,73 km. Der aus zwei Armen bestehende See misst in seiner längsten Ausbreitung rund 1,06 km und an seiner breitesten Stelle rund 275 m.
Zwischen dem Kellands Pond und dem Wairepo Arm besteht eine kleine, wenige Meter breite und in etwa 20 Meter lange Verbindung, über die der New Zealand State Highway 8 führt.